# Sharjah Team
L'equip Sharjah Team és un equip ciclista professional dels Emirats Àrabs Units, de categoria continental. Creat el 2015 com a club, l'any següent entra a competir als circuits continentals de ciclisme.

## Principals resultats
- Massawa Circuit: Tesfom Okubamariam (2016)
- Volta a Tunísia: Abderrahmane Mansouri (2016)

### A les grans voltes
- Giro d'Itàlia
  - 0 participacions
- Tour de França
  - 0 participacions
- Volta a Espanya
  - 0 participacions

## Composició de l'equip

### 2016
| \| Llista de l'equip 2016 \| Llista de l'equip 2016 \| Llista de l'equip 2016 \| Llista de l'equip 2016 \| \| Ciclista \| Data de naixement \| Equip previ \| \| \| ---------------------------------------------- \| ---------------------- \| ------------------------------------------------ \| ---------------------- \| \| Elyas Afewerki (28 de abr–31 de des) \| 27 de desembre de 1992 \| \| \| \| Eisa Al Darmaki (12 de maig–31 de des) \| 18 de març de 2025 \| \| \| \| Abdelaziz Alblooshi \| 4 de febrer de 1990 \| \| \| \| Waleed Alnaqbi \| 2 de novembre de 1994 \| \| \| \| Ahmed Elbourdainy \| 4 de abril de 1990 \| World Cycling Centre (2015) \| \| \| Abderrahmane Bechlagheme \| 6 de juliol de 1995 \| \| \| \| Abdelbasset Hannachi \| 2 de febrer de 1985 \| Groupement Sportif des Pétroliers Algérie (2015) \| \| \| Abderrahmane Mansouri \| 13 de gener de 1995 \| Vélo Club Sovac (2015) \| \| \| Ahmed Mayouf \| 4 de agost de 1992 \| \| \| \| Khaled Mayouf \| 10 de novembre de 1994 \| \| \| \| Issak Tesfom Okubamariam (28 de abr–31 de des) \| 28 de febrer de 1991 \| \| \| \| Omar Shaheen Sulaiman \| 19 de març de 1992 \| \| \| \| Islam Shawky (1 de gen–10 de març) \| 6 de octubre de 1995 \| \| \| \| \| \| \| \| \| Fonts: ProCyclingStats Cycling Archives \| \| \| \| |                        |                                                  |  |
| Llista de l'equip 2016 |                        |                                                  |  |
| Ciclista | Data de naixement      | Equip previ                                      |  |
| Elyas Afewerki (28 de abr–31 de des) | 27 de desembre de 1992 |                                                  |  |
| Eisa Al Darmaki (12 de maig–31 de des) | 18 de març de 2025     |                                                  |  |
| Abdelaziz Alblooshi | 4 de febrer de 1990    |                                                  |  |
| Waleed Alnaqbi | 2 de novembre de 1994  |                                                  |  |
| Ahmed Elbourdainy | 4 de abril de 1990     | World Cycling Centre (2015)                      |  |
| Abderrahmane Bechlagheme | 6 de juliol de 1995    |                                                  |  |
| Abdelbasset Hannachi | 2 de febrer de 1985    | Groupement Sportif des Pétroliers Algérie (2015) |  |
| Abderrahmane Mansouri | 13 de gener de 1995    | Vélo Club Sovac (2015)                           |  |
| Ahmed Mayouf | 4 de agost de 1992     |                                                  |  |
| Khaled Mayouf | 10 de novembre de 1994 |                                                  |  |
| Issak Tesfom Okubamariam (28 de abr–31 de des) | 28 de febrer de 1991   |                                                  |  |
| Omar Shaheen Sulaiman | 19 de març de 1992     |                                                  |  |
| Islam Shawky (1 de gen–10 de març) | 6 de octubre de 1995   |                                                  |  |
| |                        |                                                  |  |
| Fonts: ProCyclingStats Cycling Archives |                        |                                                  |  |

## Classificacions UCI
L'equip participa en les proves dels circuits continentals.
UCI Àfrica Tour
| Temporada | Classificació per equips | Millor ciclista en la classificació individual |
| --------- | ------------------------ | ---------------------------------------------- |
| 2016      | 2n                       | Issak Tesfom Okubamariam (1r)                  |